# Звонцов, Михаил Иванович
Михаил Иванович Звонцов (1904 — 1 января 1975) — советский государственный деятель. Второй секретарь Кабардино-Балкарского обкома ВКП(б).

## Биография
Родился в 1904 году в г. Туапсе Черноморской губернии Российской империи (ныне Краснодарский край) в семье рабочего-котельщика. По национальности русский. В 1914 г. окончил начальную школу в г. Новороссийск, в мае 1920 г. ремесленную школу в г. Геленджик Новороссийского округа Черноморской губернии, после чего работал слесарем автомастерских военведа в Новороссийске. С сентября 1920 г. слесарь авторемонтного завода СНХ в Краснодаре. В 1923 году вступил в комсомол и с мая 1924 г. секретарь райкома РЛКСМ. В феврале 1924 г. вступил в коммунистическую партию. С июля 1925г . слесарь Краснодарского чугунолитейного завода. С сентября 1926 г. по ноябрь студент комвуза в г. Ростов-на-Дону. С июня по ноябрь 1929 г. член пропагандистской группы Северо-Кавказского крайкома ВКП(б). С ноября 1929 г. заведующий отдела культурно-просветительной работы Кабардино-Балкарского автономного округа. В 1934 г. состоялась вторая альпиниада РККА. После её завершения, в Терсколе состоялась торжественная встреча победителей Эльбруса, на которой присутствовали руководящие работники области. От имени обкома ВКП(б) и трудящихся Кабардино-Балкарии военных альпинистов поздравлял заведующий отделом Михаил Иванович Звонцов, закончивший свое приветствие словами: «Товарищи командиры! Колхозники нашей области вызывают вас на соревнование — кто лучше проведет восхождение в 1935 году! 500 наших колхозников обязуются подняться на Эльбрус, и поведут их Бетал Калмыков и лучший проводник Сеид Хаджиев». С января 1936 г. заведующий отделом школ и политпросветработы Кабардино-Балкарского обкома ВКП(б). В 1936 году комсомольцы Эльбрусского района в марте 1936 года решили провести зимнее восхождение, однако организаторы восхождения допустили ряд ошибок, которые и привели к гибели людей. Когда произошла трагедия на помощь к альпинистам был отправлен спасательный отряд, возглавляемый представителем обкома партии М. И. Звонцовым и опытным проводником Юсупом Типовым. 17 марта 1936 году во время посещения Кабарды писатель Пришвин Михаил Михайлович так описал свою встречу со Звонцовым: «Вслед за ним пришел маленький человек с глазами луня, оказалось, Культпроб, т. е. министр народного просвещения Кабардино-Балкарии, Михаил Иванович Звонцов. Он тоже приветствовал от Бетала, тоже извинялся за хороший номер, а другой стушевался, сжимая что-то в руках, и был очень похож на одного из героев «Ревизора», робеющего предложить Хлестакову взятку. – Что это у вас в руке? – спросил я <3ачеркнуто: точь-в-точь как Хлестаковх Оказалось, это были боны для пользования обедами в ресторане. Меня навело это на мысль о происхождении Хлестакова с внутренней стороны: как он откалывался от самого Гоголя. И я тоже, как сказочник и литератор в Кабарде – разве тоже в своем роде не Хлестаков? И мне даже мелькает впереди «Хлестаков» как этап поражения в моей попытке отобрать Кабарду у Бетала. М. И. Звонцов рассказывал много интересного. О связи Кабарды со Сванетией: через Балкары гоняют стада в Сванетию. Предполагается на самолете перебросить в Сванетию английских свиней». С мая 1937 г. первый секретарь Нальчикского горкома ВКП(б). С марта по ноябрь 1938 г. второй секретарь Кабардино-Балкарской АССР. В ноябре 1938 г. исключен из ВКП(б) как «правотроцкистский шпион». Арестован 13 ноября 1938 г. Политбюро ЦК ВКП(б) 16 января 1940 г. по списку санкционировало применение наказания в виде 10 лет исправительно-трудовых лагерей (ИТЛ). Военной коллегией Верховного Суда СССР 28 февраля 1940 г. по статьям 17-58-2, 58-7, 17-58-8, 58-11 Уголовного кодекса РСФСР приговорен к 10 годам ИТЛ. Находился в заключении в ИТЛ до апреля 1949 г., с 30 апреля 1949 г. в ссылке в с. Боголюбово Приишимского района Северо-Казахстанской области. Реабилитирован определением Военной коллегии Верховного Суда СССР 5 января 1955 г. Освобожден из ссылки 25 января 1955 г. Восстановлен в КПСС решением Комитета партийного контроля при ЦК КПСС 18 февраля 1955 г. с перерывом в партийном стаже с ноября 1938 г. по январь 1955 г. В 1956-1957 гг. заместитель председателя горисполкома в г. Нальчик Кабардинской АССР. В 1958-1971 гг. директор турбазы «Нальчик» Кабардино-Балкарской АССР. Умер в г. Нальчик 1 января 1975.